# Klimisch-Score
Der Klimisch-Score oder auch Klimisch-Code ist eine Methode zur Beurteilung der Zuverlässigkeit von meist experimentellen toxikologischen, ökotoxikologischen und ähnlichen Studien. Er kommt vor allem in einem regulatorischen Kontext zur Anwendung, speziell bei der Beurteilung von Chemikalien im Rahmen von REACH. So sind in IUCLID jeweils Felder für den Klimisch-Score vorgesehen, welche von den Registranten ausgefüllt werden müssen.
Nachfolgende Scores sind möglich:
- 1 = ohne Einschränkungen zuverlässig
- 2 = mit Einschränkungen zuverlässig
- 3 = nicht zuverlässig
- 4 = nicht bestimmbar

Die Scores 3 und 4 können nur im Sinn eines Weight-of-Evidence-Ansatzes verwendet werden.
Inwieweit ein Ergebnis als zuverlässig gilt, wird anhand der Aussagekraft der Studie, der verwendeten Methode, der Meldung der Ergebnisse und der Schlussfolgerung beurteilt. Wichtige Faktoren dabei sind ein möglichst standardisiertes Verfahren und die Beschreibung des experimentellen Vorgehens und der Ergebnisse.